# Phân hủy Edman
Phản ứng giáng cấp Edman, được phát triển bởi Pehr Edman, là phương pháp xác định trình tự chuỗi amino acid trong một peptide. Trong phương pháp này, sản phẩm là các chuỗi có amino acid đầu N xác định tách khỏi peptide mà không phá vỡ liên kết peptide giữa các amino acid khác.

## Cơ chế
Phenyl isothiocyanate phản ứng với nhóm amino đuôi N không tích điện, trong môi trường kiềm nhẹ, tạo thành dẫn xuất phenylthiocarbamoyl. Sau đó, trong môi trường axit, dẫn xuất này của amino acid phân cắt thành dẫn xuất thiazolinone. Sau đó, amino acid thiazolinone được chiết xuất có chọn lọc vào dung môi hữu cơ và xử lý bằng axit để tạo thành phenylthiohydantoin (PTH) - dẫn xuất amino acid xác định bằng phương pháp sắc ký hoặc điện di. Quy trình này lặp lại một lần nữa để xác định amino acid tiếp theo. Nhược điểm lớn của kỹ thuật này là các peptide được xác định trình tự theo cách này không thể nhiều hơn 50 đến 60 sản phẩm (và trong thực tế, dưới 30 sản phẩm). Chiều dài peptide bị hạn chế do quá trình tạo dẫn xuất không phải lúc nào cũng hình thành toàn bộ. Vấn đề tạo dẫn xuất có thể được giải quyết bằng cách tách các peptide lớn thành các peptide nhỏ hơn trước khi tiến hành phản ứng. Phương pháp này có khả năng sắp xếp thành dãy chính xác tới chuỗi dài 30 amino acid với các máy móc hiện đại, tỏ ra hiệu quả trên 99% cho mỗi loại amino acid. Một lợi thế của phản ứng giáng cấp Edman là phản ứng chỉ cần sử dụng 10 - 100 pico-mol peptide cho quá trình xác định trình tự chuỗi peptide. Năm 1967, phản ứng giáng cấp Edman đã được Edman và Begss tự động hóa để tăng tốc quá trình. Năm 1973, 100 thiết bị tự động được sử dụng trên toàn thế giới.

## Hạn chế
Do phản ứng giáng cấp Edman tiến hành từ đầu N của protein, phản ứng sẽ không xảy ra nếu đầu N bị biến đổi hóa học (ví dụ: acetyl hóa hoặc hình thành axit pyroglutamic). Trình tự sẽ dừng lại nếu gặp phải một axit không phải là amino acid (ví dụ axit isoaspartic), vì chất trung gian vòng năm cạnh không hình thành. Giáng cấp Edman không hữu ích cho việc xác định vị trí của cầu disunfua. Nó cũng đòi hỏi lượng peptide từ 1 picomole trở lên để có kết quả rõ rệt.

## Phân tích kết hợp
Theo 2D SDS PAGE, các protein có thể được chuyển sang màng thấm polyvinylidene difluoride (PVDF) để phân tích thêm. Giáng cấp Edman có thể được thực hiện trực tiếp từ màng PVDF. Xác định trình tự đầu N của sản phẩm của 5 đến 10 amino acid là đủ điều kiện xác định protein quan tâm (POI).